# Dimitar Makriev
Dimitar Makriev (Gotse Delchev, Bulgaria, 7 de enero de 1984) es un futbolista búlgaro. Juega de delantero y su equipo actual es el Ermis Aradippou de la Primera División de Chipre.

## Selección
| Selección             | Año  | PJ | Goles |
| --------------------- | ---- | -- | ----- |
| Selección de Bulgaria | 2010 | 7  | 1     |

## Clubes
| Club                     | País      | Año         | PJ | Goles |
| ------------------------ | --------- | ----------- | -- | ----- |
| Levski Sofia             | Bulgaria  | 2001 - 2002 |    |       |
| CSKA Sofia               | Bulgaria  | 2002        |    |       |
| Bellinzona               | Suiza     | 2003        |    |       |
| Górnik Zabrze            | Polonia   | 2003 - 2004 |    |       |
| FC Chiasso               | Suiza     | 2005        |    |       |
| Dijon                    | Francia   | 2005 - 2006 |    |       |
| NK Maribor               | Eslovenia | 2006 - 2007 | 4  | 3     |
| Ashdod FC                | Israel    | 2008 - 2011 | 62 | 32    |
| Krylya Sovetov Kuybyshev | Rusia     | 2011        | 5  | 0     |
| FC Oleksandria           | Ucrania   | 2012        | 7  | 0     |
| Ashdod FC                | Israel    | 2012 - 2013 | 22 | 9     |
| Levski Sofia             | Bulgaria  | 2013 - 2014 | 27 | 7     |
| South China              | Hong Kong | 2014        | 1  | 1     |
| Pécsi Mecsek FC          | Hungría   | 2015        | 10 | 2     |
| Nea Salamis Famagusta    | Chipre    | 2015 - 2018 | 99 | 34    |
| Arda Kardzhali           | Bulgaria  | 2018        |    |       |
| Ermis Aradippou          | Chipre    | 2019 -      |    |       |